# Bukumirsko jezero
Bukumirsko jezero (cyr. Букумирско језеро) – jezioro polodowcowe w Czarnogórze.

## Galeria zdjęć

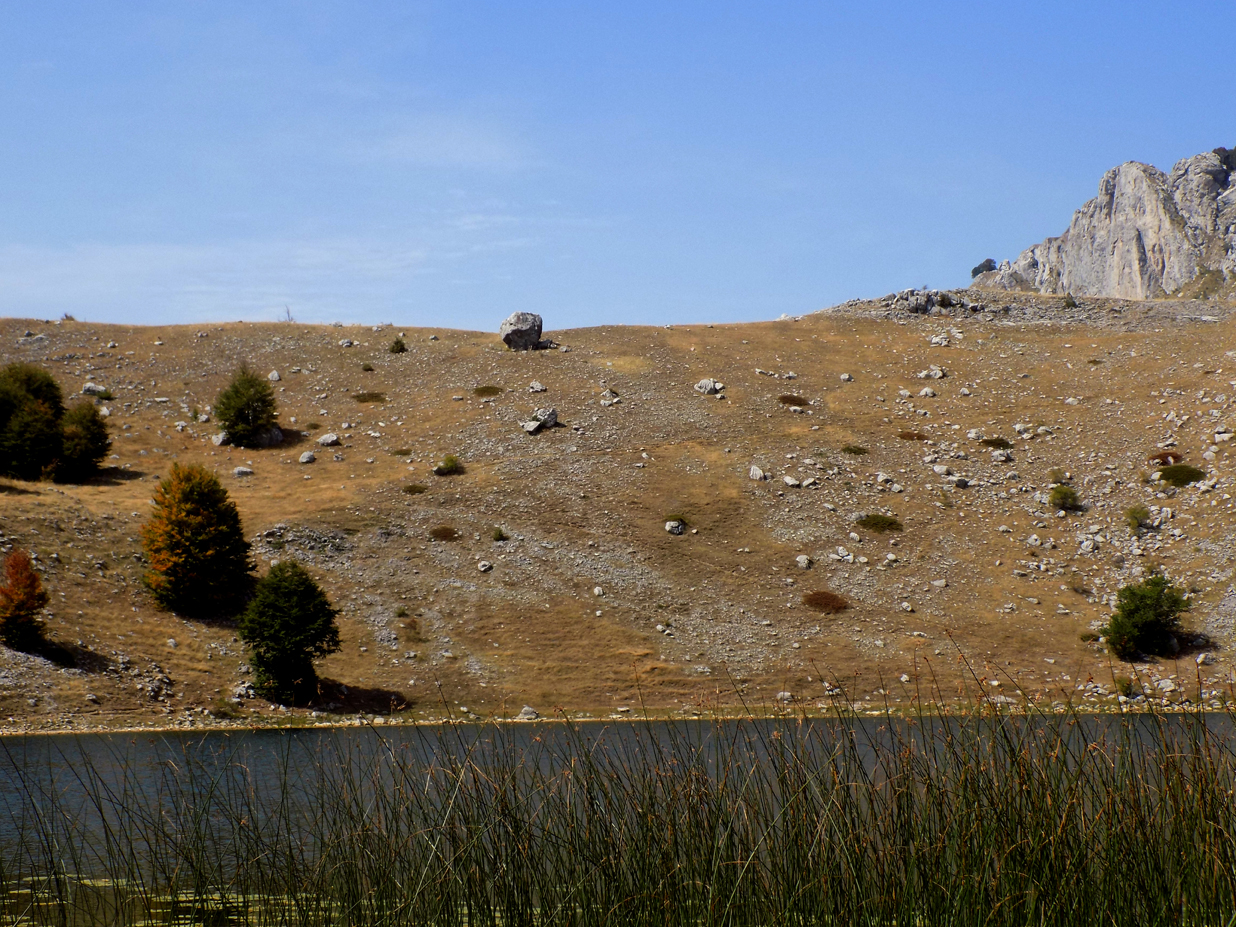
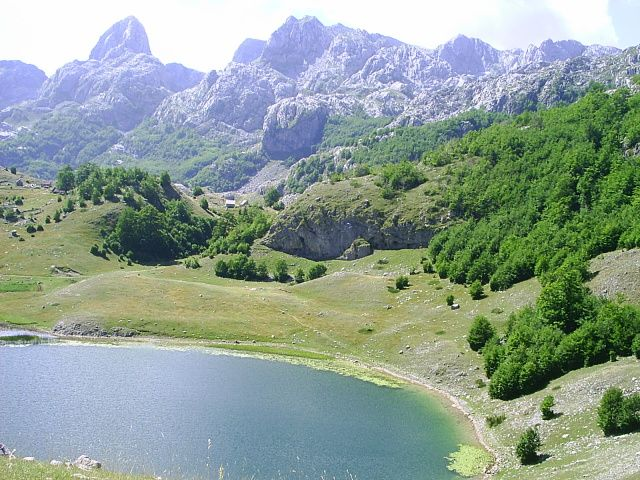

## Charakterystyka
Jest położone w gminie Podgorica, na wysokości 1440 m n.p.m. Jego powierzchnia wynosi 1982 m². Jego wymiary to: długość – 210 metrów, szerokość – 130 metrów, a głębokość maksymalna to 16 m. Długość linii brzegowej wynosi 585 m.